# 菊水上町
菊水上町（きくすいかみまち）は、北海道札幌市白石区の地名。豊平川右岸沿いに広がる菊水地区の一角で、西端の札幌江別通で菊水9条と、東端の函館本線で菊水元町と接する。また地域の中央では、東西に走る南7条米里通と南北に走る平和通が交差している。

## 住所
| 町丁                    | 郵便番号 |
| ----------------------- | -------- |
| 菊水上町1条1丁目〜4丁目 | 003-0811 |
| 菊水上町2条1丁目〜4丁目 | 003-0812 |
| 菊水上町3条1丁目〜4丁目 | 003-0813 |
| 菊水上町4条1丁目〜4丁目 | 003-0814 |

## 施設
- 札幌市立上白石小学校（菊水上町1-3）
- 白石公園（菊水上町2-3）

## その他
- 菊水上町1条界隈（小沼川跡付近）では、戦後に菊水と菊水上町の豊平川沿いにバラックが大量に建てられたことから、区画整理が進んでおらず、古き良き町が広がっている。